# Фрейн, Стив
Стивен Фрейн (англ. Steven Frayne) более известный под псевдонимом Динамо (Dynamo) — Британский иллюзионист. Родился 17 декабря 1982 года.

## Биография
Родился и детские годы провел в одном из самых неблагополучных районов Брадфорда. В школе часто подвергался агрессии со стороны старших подростков. Чтобы как-то прекратить издевательства, мальчик стал показывать фокусы, отвлекая внимание от себя на трюки, которые он научился делать уже в 11 лет — уже тогда они были необычными и странными.
Первые уроки иллюзионизма мальчик получил от дедушки, показавшего внуку некоторые уловки и приемы. Дед был источником вдохновения и настоящим кумиром для Стива.
Стивен страдает от болезни Крона, которая сделала его небольшого роста на всю жизнь.
5 июля 2012 года Стивен вступил в общество Magic Circle и был награждён Silver Star for Performance.
В 4-м сезоне видео Dynamo: Magician Impossible, помимо фокусов, содержат некоторые данные о жизни иллюзиониста. В частности:
- Упоминается болезнь Стивена, использование фокусов для избегания насмешек и то, что первые трюки пробует исполнять в 11 лет.
- Некоторые из первых больших шоу Динамо были представления для групп Gorillaz и Coldplay после их концертов.
- Любимые города Динамо — Париж, Лондон, Нью-Йорк, любимые виды спорта — бокс и Формула 1, любимая книга — «Пятидесятый закон» (The 50th Law), написанная Фифти Сентом и Робертом Грином.
- Обзавёлся своим прозвищем в 2001 году на вечере памяти Гудини, когда во время представления кто-то крикнул: «Этот парень настоящий динамо!»
- По словам Динамо, он не играет в покер, так как с ним никто не хочет играть, и если бы он не стал фокусником, то стал бы каскадёром.
- В 2004 году переехал в Лондон.
- Кумиры Динамо — Jay-Z и Дэвид Копперфильд.
- В 2013 году передачи Динамо получили престижную британскую награду Virgin Media Awards в категории «ТВ шоу года».

В 2006 году Динамо принял участие в съёмках клипа американской рок-группы The Raconteurs на песню «Hands».
13.11.2023 в 18:00 по Гринвичу в Инстаграм аккаунте появилась надпись @dynamoisdead

## Фокусы
Наибольший резонанс получило хождение по воде на реке Темзе перед зданием Вестминстерского дворца в Лондоне.

 Пораженные происходящим прохожие собрались на Вестминстерском мосту. Динамо дошел до середины реки, а затем его подобрал катер. Трюк выполнялся в рамках съемок шоу Dynamo: Magician Impossible, — пишет The Daily Mail.
Ещё один эпизод: на пляже Майами Динамо физически сдвинул линию загара (следы от часов) на руке одной из девушек.
Трюки, которые Динамо повторяет в разных местах и для разных людей:
- монеты — проникает сквозь стекло, пропадает и появляется в разных местах (под часами, в кармане и др.), гнутся, оставляют отпечаток на стекле и другие варианты использования
- мобильный телефон оказывается внутри стеклянной бутылки с узким горлышком
- манипуляции с картами (иногда просит участника подписать карту для исключения замены на такую же)
- чтение мыслей — в этот момент он просит смотреть ему прямо в глаза
- левитация и хождение по вертикальным поверхностям, как правило, стенам высотных зданий

Иногда мне кажется, что вся моя жизнь — иллюзия… Но если я чему-то за свою жизнь научился, так это тому, что каждый человек сам создает свою реальность. — Стивен Фрейн

## Шоу
С участием Стивена Фрейна вышло несколько теле- и видеопроектов:
1. Самая распространенная в сети телевизионная программа с участием фокусника — Dynamo: Magician Impossible / Динамо: Невероятный иллюзионист. Это 44-минутные серии, где иллюзионист показывает свои самые захватывающие фокусы. Снята и транслируется каналом Discovery Channel. Некоторые из знаменитостей приняли участие в этом телевизионном шоу. Вышло 4 сезона (каждый по 4 серии). В конце 4 серии 4 сезона заявляется, что это последние серии о Динамо, так как он хочет давать «живые» представления.
2. Dynamo’s Estate of Mind
3. Dynamo’s Concrete Playground(2006)1h 30min
4. 12 октября 2012 года Динамо посетил Москву.
5. Снялся в рекламе для Adidas, Nokia, и Pepsi.
6. Вышел на подиум для благотворительного показа Fashion For Relief, организуемого Наоми Кэмпбелл.